# Britney
Albums de Britney Spears
Oops!... I Did It Again
(2000) In the Zone
(2003)
Singles de Britney Spears
Boys
Sortie : 2 août 2002
Singles
1. I'm a Slave 4 U
Sortie : 24 septembre 2001
2. Overprotected
Sortie : 18 décembre 2001
3. I'm Not a Girl, Not Yet a Woman
Sortie : 5 février 2002
4. I Love Rock 'n' Roll
Sortie : 28 mai 2002
5. Boys
Sortie : 24 juin 2002
6. Anticipating
Sortie : 25 juin 2002

Britney est le troisième album studio de la chanteuse pop Britney Spears. Sorti le 31 octobre 2001, il s'est vendu à 10 millions d'exemplaires à travers le monde.

## Pistes de l'album
(Cette liste concerne la version originale de l'album)
| #  | Titres                          | Compositeurs/Producteurs                                     | Durée |
| -- | ------------------------------- | ------------------------------------------------------------ | ----- |
| 01 | I'm a Slave 4 U                 | The Neptunes                                                 | 3:23  |
| 02 | Overprotected                   | Max Martin, Rami                                             | 3:18  |
| 03 | Lonely                          | Britney Spears, Josh Schwartz, Brian Kierulf, Rodney Jerkins | 3:19  |
| 04 | I'm Not a Girl, Not Yet a Woman | Max Martin, Rami et Dido                                     | 3:51  |
| 05 | Boys                            | The Neptunes                                                 | 3:50  |
| 06 | Anticipating                    | Britney Spears, Brian Kierulf, Josh Shwartz                  | 3:16  |
| 07 | I Love Rock 'n' Roll            | Rodney Jerkins                                               | 3:06  |
| 08 | Cinderella                      | Britney Spears, Max Martin, Rami                             | 3:39  |
| 09 | Let Me Be                       | Britney Spears, Max Martin, Andreas Carlsson                 | 2:51  |
| 10 | Bombastic Love                  | Max Martin, Rami                                             | 3:05  |
| 11 | That's Where You Take Me        | Britney Spears, Brian Kierulf, Josh Shwartz                  | 3:32  |
| 12 | What It's Like to Be Me         | Wade J. Robson and Justin Timberlake                         | 2:50  |

### Pistes bonus
| #  | Titres                                         | Pays | Durée |
| -- | ---------------------------------------------- | --- | ----- |
| 13 | When I Found You                               | Europe, Australie, Japon, Royaume-Uni, Mexique, Taïwan, Singapour                                         | 3:36  |
| 14 | Before the Goodbye                             | Australie, Japon et sur la réédition de l'album en Europe en 2004 et sur la spéciale édition de Australie | 3:50  |
| 15 | I Run Away                                     | Singapour, Taïwan et sur la réédition de l'album en Europe en 2004                                        | 3:31  |
| 16 | Intimidated B.O                                | Royaume-Uni, Australie et Europe                                                                          | 3:17  |
| 17 | Overprotected (Darkchild Remix Edit)           | Special Edition Europe et Australie                                                                       | 3:06  |
| 18 | Boys (Co-Ed Remix Featuring Pharrell Williams) | Royaume-Uni, Canada, États-Unis, Europe, Australie                                                        | 3:45  |

### Pistes non retenues pour l'album
| #  | Titres                   | Durée |
| -- | ------------------------ | ----- |
| 13 | You Were My Home         | —     |
| 14 | Weakness                 | —     |
| 15 | My Love Was Always There | —     |
| 16 | Mystic Man               | —     |
| 17 | She'll Never Be Me       | 3:01  |

## Classement et certifications
| Classement                     | Meilleure Position | Certification | Ventes    |
| ------------------------------ | ------------------ | ------------- | --------- |
| Allemagne Media Control Charts | 1                  | Platine       | 300 000   |
| Argentine                      | 1                  | Platine       | 40 000    |
| Australie ARIA Charts          | 4                  | 2 × Platine   | 140 000   |
| Autriche                       | 1                  | Platine       | 30 000    |
| Belgique                       | 3                  | Platine       | 50 000    |
| Brésil                         | 1                  | Or            | 50 000    |
| Canada Canadian Albums Chart   | 1                  | 3 × Platine   | 300 000   |
| États-Unis Billboard 200       | 1                  | 4 × Platine   | 4 000 000 |
| Europe European Top 100 Albums | 2                  | 2 × Platine   | 2 000 000 |
| Finlande                       | 19                 | Platine       | 32 072    |
| France                         | 2                  | Platine       | 365 000   |
| Japon Oricon                   | 4                  | Platine       | 191 130   |
| Mexique                        | 1                  | Platine       | 150 000   |
| Pays-Bas Megacharts            | 11                 | Or            | 30 000    |
| Nouvelle-Zélande RIANZ         | 17                 | Or            | 7 500     |
| Norvège                        | 5                  | —             | —         |
| Royaume-Uni UK Albums Chart    | 4                  | Platine       | 300 000   |
| Suède                          | 6                  | Or            | 30 000    |
| Suisse                         | 1                  | 2 × Platine,  | 80 000    |

## Les singles de l'album

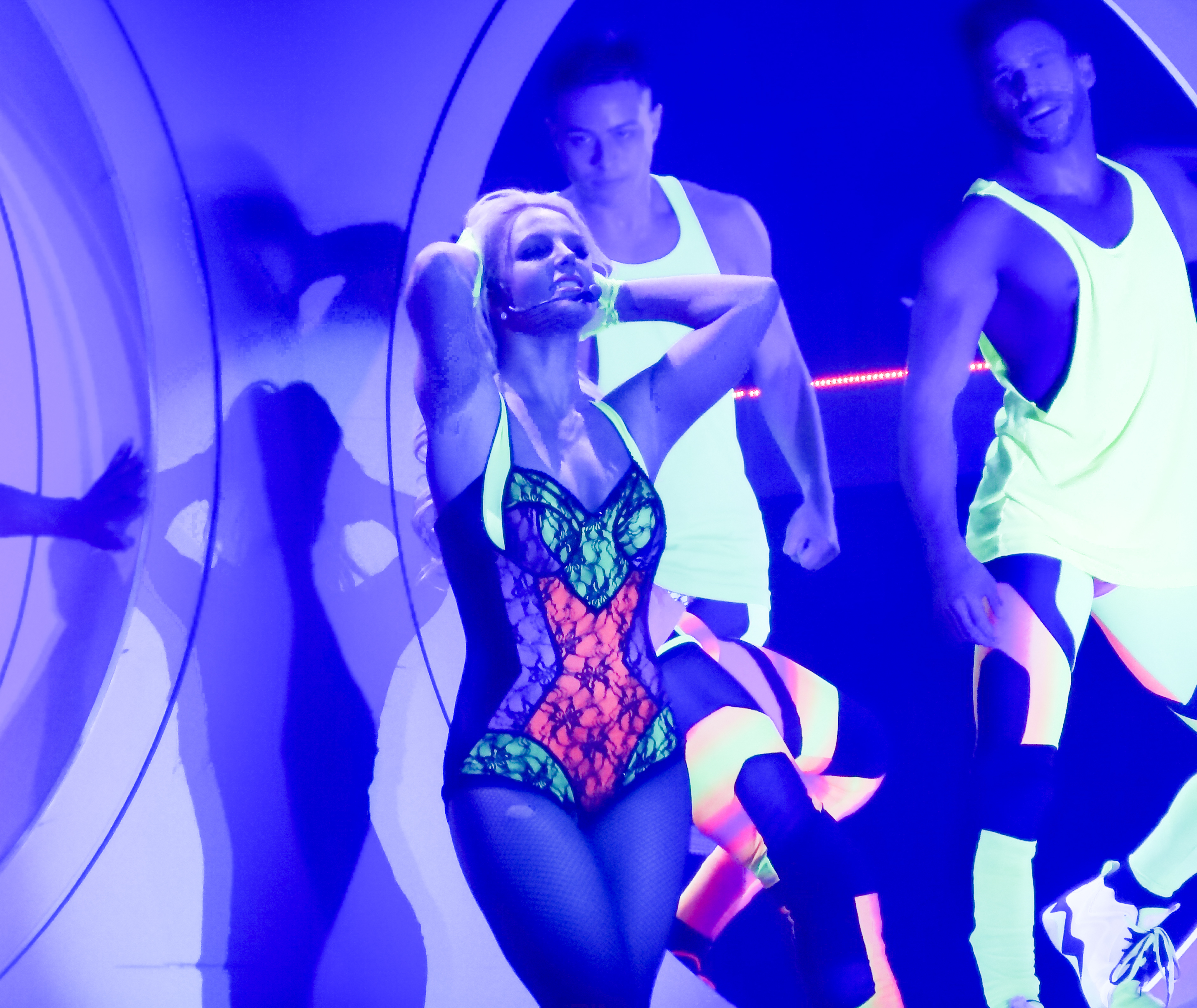
POM Tour

### I'm a Slave 4 U
I'm a Slave 4 U est le premier single extrait de l'album Britney de la chanteuse Britney Spears sorti en 2001. C'est la première fois que la chanteuse s'entoure de The Neptunes pour produire ce titre davantage tourné vers le R&B qu'auparavant.
La musique est arrivée première dans plusieurs pays dont l'Argentine, l'Irlande ou encore le Liban où elle restera 15 semaine numéro 1. Le clip, dirigé par Francis Lawrence, illustre le changement d'image opéré par Britney, passant de l'idole teen-pop de ses deux premiers albums à la sulfureuse star mondiale avec une chaleur suffocante, une proximité outrancière de ses danseurs, un string porté par-dessus le jean et des poses plus subjectives.

### Overprotected
Overprotected est une chanson de l’artiste américaine Britney Spears, sortie le 18 décembre 2001 en tant que second single de cet album.
La chanson se classe numéro 1 au Japon, en Italie, en Israël, en Norvège et en Argentine. Cette piste dance-pop et teen-pop est composée par Max Martin et Rami Yacoub qui ont participé aux premiers succès de Britney sur ses deux premiers opus. Au niveau des paroles, le titre parle d’une fille qui en a marre d’être manipulée par son entourage. Un remix R & B a été retravaillé de Rodney 'Darkchild' Jerkins. Deux clips ont été réalisés : un pour la version originale réalisé par Billie Woodruff dans un entrepôt et dans une pièce aux murs couverts d'images et d'articles sur elle-même sont également montrés, et l'autre pour le remix créé par Brian Friedman dans un hôtel et dans un club de danse "underground".

### I'm Not a Girl, Not Yet a Woman
I'm Not a Girl, Not Yet a Woman est une chanson de l’artiste américaine Britney Spears, sortie le 5 février 2002 en tant que troisième single de son troisième album studio. Le titre fait aussi partie de la bande originale de Crossroads, qui marque les débuts au cinéma de la chanteuse. Pour cette balade, on retrouve un trio à la composition avec la chanteuse Dido, Max Martin et Rami Yacoub. Les thèmes est l'angoisse et du chagrin d'amour de l'adolescence. Le clip a été réalisé par Wayne Isham montrant Spears en pleine nature. La vidéo a été entièrement filmée en pleine nature sans écrans verts. Britney porte des bottes de cow-boy , interprétant la chanson debout au bord d’une falaise et à l’intérieur d’une grotte. Le single a connu un succès variable en fonction des pays (1er au Japon ou encore 3e en Autriche et en Irlande mais 25e en France ou 40e en Nouvelle-Zélande.

### I Love Rock 'n' Roll
Cette version, produite et publiée en 2002, a été également utilisée dans son film Crossroads, sorti la même année. Britney dit qu'il lui a été demandé de chanter une chanson dans le film et qu'elle a choisi I Love Rock'n'Roll puisqu'elle l'avait déjà chantée à plusieurs reprises. Cette reprise s'inscrit dans le genre pop-rock et dance-pop produite par Rodney Jerkins. Elle n'a pas été très bien accueillie par le public avec par exemple une 13e place Royaume-Uni. Toutefois, le single s'est vendu à 65 000 exemplaires et a été certifié disque d'or en Australie.

### Anticipating
Anticipating est une chanson de l’artiste américaine Britney Spears, sortie le 25 juin 2002 en tant que sixième single de son troisième album studio. Pour cette piste, Britney Spears a écrit et composé avec Brian Kierulf et Josh Schwartz. La chanson a une sonorité disco , dance-pop et teen pop avec des influences R&B. Le clip a été réalisé par Marty Callner qui comprenait la performance de Britney Spears au Live de Las Vegas. Le single a connu un succès mineur avec une 38e place dans les charts en France.

### Boys
Boys est le cinquième et dernier single international de l'album Britney de la chanteuse Britney Spears sorti le 31 octobre 2001 et en featuring avec Pharell Williams. Cette chanson est la deuxième chanson produite par The Neptunes de l'album. Comme pour I'm a Slave 4 U, la piste a sonorité R&B et hip hop. La chanson fait partie de la bande originale de Austin Powers dans Goldmember, dont le héros, Austin Powers, fait lui aussi une apparition dans le clip. Dans la vidéo dirigée par Dave Meyers, Britney Spears se rend à une soirée : l'ambiance est sombre, certains personnages sont inquiétants. Elle rencontre Pharrell, qui la drague, et se retrouvera ensuite sur la piste de danse en compagnie d'Austin Powers qui entreprend une chorégraphie décalée. Le clip été nommé aux MTV Video Music Awards 2003 pour le prix Meilleure vidéo d'un film.

### Classement d'autres singles
That's Where You Take Me a été classé numéro 1 aux Philippines en 2003.